# مايكل غوميز
مايكل جوميز (بالإنجليزية: Michael Gomez) (ولد في 21 حزيران 1977 باسم مايكل أرمسترونغ)، المعروف أيضاً باسم «الأيرلندي المكسيكي» أو «المفترس»، هوملاكم محترف سابق. ولد لعائلة أيرلندية في لونغفورد، مقاطعة لونغفورد في أيرلندا، أمضى سنواته الأولى في دبلن قبل أن ينتقل إلى لندن ثم لاحقاً إلى مانشستر، مع عائلته في سن التاسعة.
أنهى جوميز مسيرته في الملاكمة في دوري الدرجة فئة الوزن الخفيف. ومع ذلك، فهو أكثر شهرة في لعب وزن الريشة ووزن الريشة السوبر. خلال مسيرته جمع عدداً من الأحزمة والألقاب، منها لقب اتحاد الملاكمة العالمي لوزن الريشة إنتركونتيننتال، ولقب رابطة الملاكمة العالمية بين القارات والاتحاد العالمي للمكفوفين في وزن الريشة.
عاش غوميز حياة مضطربة وغالباً ما شارك في نزالات مثيرة للجدل. في مبارياته الأولية احتمل غوميز عدداً من الخسائر، لكن بعد ذلك انتقل في سلسلة من الانتصارات التي امتدت لأربع سنوات تقريبا. شارك في 17 نزال بين فبراير 2001 ومارس 2008، انتهت 16 منها بالضربة القاضية.
في عام 2006، عانى جوميز من خسارة مثيرة للجدل أمام منافسه بيتر ماكدونا عندما سقط في منتصف الجولة، وخرج من الحلبة، قائلا في وقت لاحق أنه اعتزل الملاكمة. عاد إلى الحلبة بعد فترة 15 شهرا. في 21 يونيو 2008، خسر غوميز ما كان ينظر إليها على أنها ربما نوبة واحد آخر مشاركة فرصة فرصة صالون له لإحياء مسيرته ضد النجم الصاعد وصاحب الميدالية الفضية الأولمبية أمير خان. انتهت المباراة لصالح غوميز بالضربة القاضية الفنية عندما أوقف الحكم المباراة في الجولة الخامسة.

## روابط خارجية
- مايكل غوميز على موقع بوكس ريك (الإنجليزية) (registration required)

- سجل الملاكمة لـ مايكل غوميز من بوكس ريكBoxRec
- Michael Gomez official website نسخة محفوظة 3 أبريل 2009 على موقع واي باك مشين.
- Official Website for Michael Gomez film